# 1986 en combiné nordique
| Années du combiné nordique : 1983 - 1984 - 1985 - 1986 - 1987 - 1988 - 1989    |
| Décennies du combiné nordique : 1950 - 1960 - 1970 - 1980 - 1990 - 2000 - 2010 |

Cette page reprend les résultats de combiné nordique de l'année 1986.

## Coupe du monde
La Coupe du monde a été remportée par l'Allemand de l'Ouest Hermann Weinbuch.

### Coupe de la Forêt-noire
La coupe de la Forêt-noire 1986, qui comptait pour la Coupe du monde, fut remportée par le coureur ouest-allemand Hermann Weinbuch.

### Jeux du ski de Lahti
L'épreuve de combiné des Jeux du ski de Lahti 1986, qui comptait pour la Coupe du monde, fut remportée par le coureur ouest-allemand Hermann Weinbuch
devant le Norvégien Geir Andersen et l'Autrichien Klaus Sulzenbacher.

### Festival de ski d'Holmenkollen
L'épreuve de combiné de l'édition 1986 du festival de ski d'Holmenkollen, qui comptait pour la Coupe du monde, fut remportée par le Norvégien Hallstein Bøgseth devant l'Allemand de l'Ouest Hermann Weinbuch et l'Autrichien Klaus Sulzenbacher.

### Jeux du ski de Suède
L'épreuve par équipes des Jeux du ski de Suède 1986, qui comptait pour la Coupe du monde, fut remportée par l'équipe ouest-allemande composée par Thomas Müller, Hubert Schwarz et Hermann Weinbuch. L'équipe de Norvège (Knut Leo Abrahamsen, Hallstein Bøgseth et un nommé Andersen) est deuxième. L'équipe d'Autriche (Klaus Sulzenbacher, Günther Csar et un certain Reiter) est troisième.

## Championnat du monde juniors
Le Championnat du monde juniors 1986 a eu lieu à Lake Placid, dans l'État de New York. Il a couronné le Soviétique Andrej Dundukov devant l'Autrichien Günther Csar. Le Tchécoslovaque František Repka termine troisième.
L'épreuve par équipes a vu la victoire de l'équipe de Norvège, composée par Trond-Arne Bredesen, Arne Orderløkken et J. Andersen. L'équipe soviétique (Vassili Savin, Andreï Dundukov et Sergueï Nikiforov) est deuxième tandis que l'équipe est-allemande (Roland Schmidt, Thomas Donaubauer et un certain Laber) termine à la troisième place.

## Jeux nordiques de l'OPA
La première édition des Jeux nordiques de l'OPA, qui succèdent à la Coupe Berauer, ont lieu à Ferlach, en Autriche. Les résultats de cette compétition manquent.

## Championnats nationaux

### Championnats d'Allemagne
Les résultats du Championnat d'Allemagne de l'Ouest de combiné nordique 1986 manquent.
À l'Est, l'épreuve du championnat d'Allemagne de combiné nordique 1986 fut remportée par Uwe Dotzauer, le vice-champion sortant., qui retrouvait là son titre conquis en 1983 et perdu l'année suivante (il avait terminé troisième du Championnat 1984). Il s'impose devant Bernd Blechschmidt et Ingo Hüther.

### Championnat d'Estonie
Le Championnat d'Estonie 1986 s'est déroulé à Otepää. Il fut remporté par le champion en titre, Kalev Aigro, devant Mihkel Mürk, deuxième, et Jaan Vene, qui collectionne les accessit.

### Championnat des États-Unis
Le championnat des États-Unis 1986 s'est tenu à Steamboat Springs, dans le Colorado. Il a été remporté par Kerry Lynch, qui avait déjà été champion en 1981 et 1983.

### Championnat de Finlande
Les résultats du championnat de Finlande 1986 sont incomplets. Il a été remporté par Jukka Ylipulli.

### Championnat de France
Les résultats du championnat de France 1986 sont incomplets. Il a été remporté par Fabrice Guy.

### Championnat d'Islande
Le championnat d'Islande 1986 fut remporté pour la cinquième fois consécutive par Þorvaldur Jónsson.

### Championnat d'Italie
Pas de changement en tête du championnat d'Italie 1986 : il fut remporté par Giampaolo Mosele devant Francesco Benetti. Stefano Benelli est troisième.

### Championnat de Norvège
Le vainqueur du championnat de Norvège 1986 fut Geir Andersen. Il s'imposa devant Torbjørn Løkken, deuxième, et Espen Andersen.
L'épreuve par équipes fut remportée par celle d'Oslo, composée par Espen Andersen, John Riiber et Geir Andersen. Elle s'impose devant l'équipe du Nord-Trøndelag, deuxième, et celle du Vest-Finnmark.

### Championnat de Pologne
Le championnat de Pologne 1986 fut remporté par Roman Sosna, du club LZS Bystra Śląska.

### Championnat de Suède
Comme lors des trois éditions précédentes, le championnat de Suède 1986 a distingué Göran Andersson, du club Sysslebäcks BK. Le titre des clubs ne fut pas décerné.

### Championnat de Suisse
Les résultats du Championnat de Suisse 1986 manquent.